# Эквадор на летних Олимпийских играх 1996
Эквадор принимал участие в Летних Олимпийских играх 1996 года в Атланте (США) в девятый раз за свою историю и завоевал первую в истории медаль — скороход Джефферсон Перес стал чемпионом в ходьбе на 20 км. Сборную страны представляли 19 участников, из которых 2 женщины. Это первая золотая олимпийская медаль Эквадора.

## Золото
- Лёгкая атлетика, мужчины, 20 км, ходьба — Джефферсон Перес.